# Главное управление гражданского воздушного флота при Совете министров СССР
Главное управление гражданского воздушного флота при Совнаркоме (СНК) (в дальнейшем — Совете министров (СМ)) СССР (ГУ ГВФ Аэрофлот) или Главное управление гражданского воздушного флота «Аэрофлот» — регулирующий орган, отвечающий за всю деятельность гражданской авиации в Советском Союзе.

## История
Главное управление гражданского воздушного флота при правительстве СССР было образовано 25 февраля 1932 года в результате реорганизации Всесоюзного объединения гражданского воздушного флота (ВОГВФ), а спустя месяц оно начало именоваться Главное управление ГВФ «Аэрофлот». Помимо этого, была создана Инспекция по наблюдению за технической эксплуатацией летательных средств всех гражданских ведомств и организаций. В том же 1932 году был создан первый Воздушный кодекс СССР, который защищал суверенитет воздушного пространства над территорией Советского Союза и его территориальных вод, а также обеспечивал необходимые условия для развития и широкого применения авиации в народном хозяйстве.
27 июля 1964 года указом Президиума ВС СССР Главное управление Гражданского воздушного флота при СМ СССР было упразднено, а на его базе создано Министерство гражданской авиации СССР.

## Структура ГУГВФ
Изначально в ведомстве Главного управления ГВФ находились специальные тресты:
- Транспортной авиации
- Строительный
- Авиаремонтный
- Авиаснабжения
- Сельскохозяйственной и лесной авиации

Так как ГУГВФ не справлялось в полном объёме с поставленными задачами, то 19 мая 1934 года вышло постановление СНК СССР о его реорганизации. В результате были упразднены такие тресты, как транспортной и сельскохозяйственной авиации, авиаремонтный, авиаснабжения и их местные органы. Вместо трестов были образованы территориальные управления, которые представляли собой основные организационные звенья ГВФ и руководили работами всех видов гражданской авиации на обслуживаемой ими территории, при этом наделяясь правами и обязанностями по всем вопросам руководства подчиненными аэропортами, авиаотрядами и другими подразделениями и службами. Изначально территориальных управлений было двенадцать (в скобках указаны центры):
- Московское управление ГВФ (Москва)
- Северное управление ГВФ (Ленинград)
- Украинское управление ГВФ (Киев)
- Средне-Азиатское управление ГВФ (Ташкент)
- Закавказское управление ГВФ (Тифлис)
- Казахское управление ГВФ (Алма-Ата)
- Азово-Черноморско-Кавказское управление ГВФ (Ростов)
- Волжское управление (Саратов)
- Уральское управление ГВФ (Свердловск)
- Западно-Сибирское управление ГВФ (Новосибирск)
- Восточно-Сибирское управление ГВФ (Иркутск)
- Дальне-Восточное управление ГВФ (Хабаровск)

Также в состав входило Управление капитального строительства ГУГВФ, отвечавшее за строительство объектов гражданской авиации.
В 1936 году из Главного управления ГВФ было выделено Главное управление авиационной промышленности Наркомтяжпрома, которое теперь отвечало за проектирование и создание авиационной техники, тем самым уменьшив нагрузку на ГУГВФ.

## Начальники
- Гольцман, Абрам Зиновьевич (1932—1933)
- Уншлихт, Иосиф Станиславович (1933—1935)
- Ткачёв, Иван Фёдорович (1935—1938)
- Молоков, Василий Сергеевич (1938—1942)
- Астахов, Фёдор Алексеевич (1942—1947)
- Байдуков, Георгий Филиппович (1947—1949)
- Жаворонков, Семён Фёдорович (1949—1957)
- Жигарев, Павел Фёдорович (1957—1959)
- Логинов, Евгений Фёдорович (1959—1964)